# Trichoplusia eutheia
Trichoplusia eutheia är en fjärilsart som beskrevs av Claude Dufay 1972. Trichoplusia eutheia ingår i släktet Trichoplusia och familjen nattflyn. Inga underarter finns listade i Catalogue of Life.